# Золотий м'яч 1970
«Золотий м'яч 1970»

29 грудня 1970
Найкращий футболіст Європи: 
 Герд Мюллер
 (вперше)

← 1969 * Золотий м'яч * 1971 →
Золотий м'яч 1970 року — 15-те щорічне вручення нагороди найкращому футболісту Європи, за підсумками опитування від журналу «Франс Футбол».

## Процедура голосування
Участь у голосуванні за визначення найкращого футболіста в Європі взяли представники 26 футбольних асоціацій УЄФА, зокрема: Австрії, Англії, Бельгії, Болгарії, Греції, Данії, Ірландії, Іспанії, Італії, Люксембурга, Нідерландів, НДР, Норвегії, Польщі, Португалії, Румунії, СРСР, Туреччини, Угорщини, Фінляндії, Франції, ФРН, Чехословаччини, Швейцарії, Швеції та Югославії.
Кожен із членів журі обирав п'ятьох футболістів, які, на його думку, є найкращими гравцями Європи. За перше місце нараховували 5 очок, за друге — чотири, за третє — три, за четверте — два, за п'яте — одне очко. Переможець максимально міг отримати 130 очок.
Результати голосування були опубліковані 29 грудня 1970 року в журналі France Football (№ 1291).

## Підсумки голосування
Володарем нагороди став 25-річний німецький нападник клубу «Баварія» Герд Мюллер, який у тому ж році став найкращим бомбардиром чемпіонату світу з футболу.
Герд Мюллер став першим німецьким гравцем, який виграв трофей «Золотий м'яч».
| Місце | Гравець            | Клуб                              | Країна     | Очки | %      | Місця | Місця | Місця | Місця | Місця | К-ть голосів |
| Місце | Гравець            | Клуб                              | Країна     | Очки | %      | 1-ше  | 2-ге  | 3-тє  | 4-те  | 5-те  | К-ть голосів |
| ----- | ------------------ | --------------------------------- | ---------- | ---- | ------ | ----- | ----- | ----- | ----- | ----- | ------------ |
| 1     | Герд Мюллер        | Баварія                           | ФРН        | 77   | 59.2 % | 8     | 5     | 2     | 5     | 1     | 21           |
| 2     | Боббі Мур          | Вест Гем                          | Англія     | 70   | 53.8 % | 6     | 7     | 3     |       | 3     | 19           |
| 3     | Луїджі Ріва        | Кальярі                           | Італія     | 65   | 50 %   | 5     | 4     | 4     | 5     | 2     | 20           |
|       |                    |                                   |            |      |        |       |       |       |       |       |              |
| 4     | Франц Бекенбауер   | Баварія                           | ФРН        | 32   | 24.6 % | 2     | 3     | 1     | 3     | 1     | 10           |
| 5     | Вольфганг Оверат   | Кельн                             | ФРН        | 29   | 22.3 % | 3     |       | 3     | 2     | 1     | 9            |
| 6     | Драган Джаїч       | Црвена Звезда                     | Югославія  | 24   | 18.5 % | 1     | 1     | 3     | 3     |       | 8            |
| 7     | Йоган Кройф        | Аякс                              | Нідерланди | 13   | 10 %   |       | 1     | 2     | 1     | 1     | 5            |
| 8     | Гордон Бенкс       | Сток Сіті                         | Англія     | 8    | 6.2 %  |       | 2     |       |       |       | 2            |
| 8     | Сандро Маццола     | Інтернаціонале                    | Італія     | 8    | 6.2 %  |       |       | 1     | 2     | 1     | 4            |
| 10    | Уве Зеелер         | Гамбург                           | ФРН        | 7    | 5.4 %  | 1     |       |       | 1     |       | 2            |
| 10    | Альберт Шестерньов | ЦСКА (Москва)                     | СРСР       | 7    | 5.4 %  | 1     |       |       |       | 2     | 3            |
| 10    | Джанні Рівера      | Мілан                             | Італія     | 7    | 5.4 %  |       | 1     |       | 1     |       | 2            |
| 10    | Рінус Ісраел       | Феєнорд                           | Нідерланди | 7    | 5.4 %  |       |       | 1     | 1     | 2     | 4            |
|       |                    |                                   |            |      |        |       |       |       |       |       |              |
| 14    | Анджело Доменгіні  | Кальярі                           | Італія     | 4    | 3.1 %  |       | 1     |       |       |       | 1            |
| 14    | Уве Чіндваль       | Феєнорд                           | Швеція     | 4    | 3.1 %  |       |       | 1     |       | 1     | 2            |
| 14    | Френсіс Лі         | Манчестер Сіті                    | Англія     | 4    | 3.1 %  |       |       | 1     |       | 1     | 2            |
| 14    | Вім ван Ганегем    | Феєнорд                           | Нідерланди | 4    | 3.1 %  |       |       | 1     |       | 1     | 2            |
| 18    | Террі Купер        | Лідс Юнайтед                      | Англія     | 3    | 2.3 %  |       |       | 1     |       |       | 1            |
| 18    | Джефф Герст        | Вест Гем                          | Англія     | 3    | 2.3 %  |       |       | 1     |       |       | 1            |
| 18    | Алан Болл          | Евертон                           | Англія     | 3    | 2.3 %  |       |       |       | 1     | 1     | 2            |
| 18    | Джачінто Факкетті  | Інтернаціонале                    | Італія     | 3    | 2.3 %  |       |       |       | 1     | 1     | 2            |
| 22    | Еусебіу            | Бенфіка                           | Португалія | 2    | 1.5 %  |       |       |       | 1     |       | 1            |
| 22    | Йосип Скоблар      | Олімпік (Марсель)                 | Югославія  | 2    | 1.5 %  |       |       |       |       | 2     | 2            |
| 24    | Корнел Діну        | Динамо (Бухарест)                 | Румунія    | 1    | 0.8 %  |       |       |       |       | 1     | 1            |
| 24    | Жан Джоркаєфф      | Олімпік (Марсель) Парі Сен-Жермен | Франція    | 1    | 0.8 %  |       |       |       |       | 1     | 1            |
| 24    | Флоря Думітраке    | Динамо (Бухарест)                 | Румунія    | 1    | 0.8 %  |       |       |       |       | 1     | 1            |
| 24    | Франц Газіл        | Феєнорд                           | Австрія    | 1    | 0.8 %  |       |       |       |       | 1     | 1            |
| 24    | Ганс-Юрген Крайше  | Динамо (Дрезден)                  | НДР        | 1    | 0.8 %  |       |       |       |       | 1     | 1            |
| 24    | Карлес Решак       | Барселона                         | Іспанія    | 1    | 0.8 %  |       |       |       |       | 1     | 1            |

## Цікаві факти
- Розподіл по амплуа серед 29 футболістів згаданих в анкетах наступний: 1 воротар, 7 захисників, 5 півзахисників та 16 нападників.[5]
- Вдруге за час проведення опитування в списках номінантів не виявилося представників Угорщини. По разу за 15 років в анкетах були відстутні представники Англії, Іспанії, Італії та СРСР.
- 29 гравців згаданих в анкетах представляли 13 країн, з них найбільше було від Англії — 6, Італії — 5, ФРН — 4, Нідерландів — 3, Румунії та Югославії — по 2 гравці.
- Англійці повторили рекорд року для однієї країни — 6 футболістів. Раніше таку ж кількість номінантів мали Швеція (1958), Португалія (1961) та Італія (1964).
- «Баварія» стала одинадцятим клубом, представник якого виграв трофей «Золотий м'яч». Найбільше таких нагород було в «Манчестер Юнайтед» та «Реал» (Мадрид) — по 3 нагороди.
- Всього в анкетах були названі гравці з 21 клубу, серед них найбільше було представників від переможця Кубка чемпіонів нідерландського Феєнорда — 4 гравці, по 2 — від «Баварії», «Інтернаціонале», «Вест Гема», бухарестського «Динамо» та «Кальярі».
- Вперше в опитуваннях були згадані гравці 5 клубів, зокрема: «Сток Сіті», марсельського «Олімпіка», «ПСЖ», бухарестського «Динамо» та «Динамо» (Дрезден).
- Вперше лауреатом трофею став представник німецької першості. Лідерами за цим показником залишалися іспанський та англійський чемпіонати  — по 4 трофеї.
- Вперше за 7 років був згаданий в анкетах респондентів Уве Зеелер. Це його 5-те попадання у загальний залік опитування.
- Рекордсменом за кількістю номінацій залишався Лев Яшин — десять номінацій, у Еусебіу — 9, Флоріана Альберта, Луїса Суареса, Боббі Чарлтона та Джанні Рівери — по 8.
- Всього за 15 років в анкетах були згадані 199 футболістів зі 105 клубів. Футболісти «Манчестер Юнайтед» були згадані в опитуваннях хоча б одного разу у 13-ти випадках, мадридського «Реала» та «Мілана» — в 12-ти, московського «Динамо» та «Інтернаціонале» — в 11-ти випадках.